# Swedish Open 2016
Lo Swedish Open 2016 è stato un torneo di tennis giocato sulla terra rossa facente parte della categoria ATP Tour 250 nell'ambito dell'ATP World Tour 2016 e della categoria International nell'ambito del WTA Tour 2016. Sia il torneo maschile che femminile si sono giocati a Båstad, in Svezia. Il torneo maschile si è tenuto dall'11 al 17 luglio 2016 con il nome di SkiStar Swedish Open 2016, mentre quello femminile dal 18 al 24 luglio 201 con il nome di Ericsson Open 2016.
Per il torneo maschile è stata la 69ª edizione, mentre è stata l'8ª per quello femminile.

## Partecipanti ATP

### Teste di serie
| Nazionalità | Giocatore            | Ranking* | Testa di serie |
| ----------- | -------------------- | -------- | -------------- |
| Spagna      | David Ferrer         | 14       | 1              |
| Portogallo  | João Sousa           | 31       | 2              |
| Spagna      | Albert Ramos Viñolas | 36       | 3              |
| Spagna      | Marcel Granollers    | 43       | 4              |
| Spagna      | Fernando Verdasco    | 53       | 5              |
| Regno Unito | Aljaž Bedene         | 56       | 6              |
| Argentina   | Diego Schwartzman    | 71       | 7              |
| Russia      | Evgenij Donskoj      | 78       | 8              |
| Argentina   | Horacio Zeballos     | 83       | 9              |

* Ranking del 27 giugno 2016.

### Altri partecipanti
I giocatori seguenti hanno ricevuto una wild card per l'ingresso nel tabellone principale singolare:
- Isak Arvidsson
- Fred Simonsson
- Carl Söderlund

I giocatori seguenti hanno superato tutti i turni di qualificazione per il tabellone principale singolare:

- Calvin Hemery
- Henri Laaksonen
- Tristan Lamasine
- Christian Lindell

## Partecipanti WTA

### Teste di serie
| Nazionalità | Giocatrice                | Ranking* | Testa di serie |
| ----------- | ------------------------- | -------- | -------------- |
| Germania    | Angelique Kerber          | 2        | 1              |
| Italia      | Sara Errani               | 21       | 2              |
| Paesi Bassi | Kiki Bertens              | 26       | 3              |
| Germania    | Annika Beck               | 38       | 4              |
| Slovacchia  | Anna Karolína Schmiedlová | 41       | 5              |
| Germania    | Laura Siegemund           | 43       | 6              |
| Kazakistan  | Jaroslava Švedova         | 49       | 7              |
| Svezia      | Johanna Larsson           | 55       | 8              |

* Ranking dell'11 luglio 2016.

### Altre partecipanti
Le seguenti giocatrici hanno ricevuto una wild-card per il tabellone principale:
- Susanne Celik
- Elizaveta Kuličkova
- Cornelia Lister
- Rebecca Peterson

La seguente giocatrice è entrata nel tabellone principale come special exempt:
- Viktorija Golubic

Le seguenti giocatrici sono entrate nel tabellone principale passando dalle qualificazioni:

- Jana Čepelová
- Lucie Hradecká
- Kateryna Kozlova
- Aleksandra Krunić
- Kateřina Siniaková
- Sara Sorribes Tormo

## Campioni

### Singolare maschile
Albert Ramos Viñolas ha sconfitto in finale  Fernando Verdasco con il punteggio di 6-3, 6-4.
- È il primo titolo in carriera per Ramos-Viñolas.

### Singolare femminile
Laura Siegemund ha sconfitto in finale  Kateřina Siniaková con il punteggio di 7-5, 6-1.
- È il primo titolo in carriera per la Siegemund.

### Doppio maschile
Marcel Granollers /  David Marrero hanno sconfitto in finale  Marcus Daniell /  Marcelo Demoliner con il punteggio di 6-2, 6-3.

### Doppio femminile
Andreea Mitu /  Alicja Rosolska hanno sconfitto in finale  Lesley Kerkhove /  Lidzija Marozava con il punteggio di 6-3, 7-5.